# Hanhijärvi (sjö i Kittilä, Lappland, Finland)
Hanhijärvi eller Hanhilampi är en sjö i Finland. Den ligger i kommunen Kittilä i landskapet Lappland, i den norra delen av landet, 900 km norr om huvudstaden Helsingfors. Hanhilampi ligger 219,6 meter över havet. Arean är 10,9 hektar och strandlinjen är 1,3 kilometer lång. Sjön  ingår i Kemi älvs huvudavrinningsområde. 